# Guavina
Guavina is een geslacht van straalvinnige vissen uit de familie van de slaapgrondels (Eleotridae).

## Soorten
- Guavina guavina (Valenciennes, 1837)
- Guavina micropus Ginsburg, 1953